# Kicina
Kicina [kʲiˈt͡ɕina] (em alemão:  Liebhausen) é uma aldeia do distrito administrativo da Comuna de Bartoszyce, no condado de Bartoszyce, na voivodia da Vármia-Masúria, no norte da Polônia, perto da fronteira com o Oblast de Kaliningrado da Rússia. Fica a aproximadamente 14 quilômetros (9 mi) a oeste de Bartoszyce e 50 quilômetros (31 mi) ao norte da capital regional Olsztyn.
Antes de 1945, a área fazia parte da Alemanha (Prússia Oriental).

A aldeia tem uma população de 30 habitantes.